# Harpa (Reykjavik)
Harpa is een groot concert- en congrescentrum in de IJslandse hoofdstad Reykjavik. De naam betekent harp, maar geldt ook als een symbool van hoop. 
Het gebouw is ontworpen door de Deense architect Henning Larsen in samenwerking met Olafur Eliasson. De grote concertzaal Eldborg in het gebouw telt 1800 zitplaatsen. De hoofdbespeler is het IJslands Symfonieorkest. 
Met de bouw werd begonnen in 2006, maar door de kredietcrisis die IJsland in 2007-2008 extra hevig trof, werd de bouw stilgelegd en het zag ernaar uit dat de grote bouwput in het centrum bij de haven voorgoed leeg zou blijven. Uiteindelijk werd besloten het prestigieuze gebouw toch te voltooien. Het openingsconcert werd gehouden op 4 mei 2011. Vladimir Ashkenazy dirigeerde het IJslands Symfonie Orkest in de Negende symfonie van Beethoven. Het gebouw werd in gebruik genomen op 13 mei 2011. Harpa wordt geëxploiteerd door het bedrijf Portus, dat eigendom is van de IJslandse rijksoverheid en de gemeente Reykjavíkurborg.
In 2013 werd aan Harpa de Mies van der Rohe-prijs voor eigentijdse architectuur van de Europese Unie toegekend.